# Hamilton (muzikál)
Hamilton: An American Musical („Hamilton: Americký muzikál“) je muzikál o životě jednoho z Otců zakladatelů Alexanderu Hamiltonovi, inspirovaný biografií spisovatele a historika Rona Chernowa z roku 2004. Autorem hudby, libreta i stejnojmenné knihy je Lin-Manuel Miranda. Spojením hip-hopu, soulu, tradičních muzikálových balad i záměrným obsazením herců jiné než bílé barvy pleti do rolí Otců zakladatelů a dalších historických postav, získal muzikál obrovský úspěch u diváků i chválu kritiků.
Muzikál debutoval mimo Broadway (tzv. Off-Broadway) v The Public Theatre v New Yorku v únoru 2015. V srpnu téhož roku se show přesunula na Broadway do Divadla Richarda Rogerse, kde byla nadšeně přijata a dosáhla i mimořádných úspěchů na poli finančním. V roce 2016 získal Hamilton rekordních 16 nominací na cenu Tony, z nichž získal celkem 11, a to včetně kategorie Nejlepší muzikál. Mezi další ocenění z téhož roku patří cena Grammy pro Nejlepší muzikálové album a Pulitzerova cena za Drama. Předcházející mimobrodwayské představení Hamiltona obdrželo v roce 2015 cenu Drama Desk Award za Mimořádný muzikál a zvítězilo také v dalších šesti kategoriích, z celkového počtu 14 nominací na tuto cenu.

## Přehled
Hra o dvou jednáních vypráví Hamiltonův příběh skrze hlavní události jeho života, od narození až do smrti, a zahrnuje řadu nejrůznějších postav jako jsou Lafayette, Aaron Burr nebo bývalý prezident Thomas Jefferson

### 1. dějství
Muzikál začíná shrnutím prvních let života Alexandera Hamiltona jako sirotka žijícího na ostrově Nevis (Alexander Hamilton). Poté, co v roce 1776 přijíždí Hamilton do New Yorku, setkává se s Aaronem Burrem, Johnem Laurensem, markýzem de Lafayettem a Herculem Mulliganem (Aaron Burr, Sir) a ohromuje je svými řečnickými schopnostmi (My Shot). Jeden druhému stvrzují své cíle v chystané revoluci (The Story of Tonight). Představují se sestry Schuylerovy (The Schuyler Sisters) Angelica, Eliza a Peggy, posléze Král Jiří, který trvá na svých pravomocech (You'll Be Back). V průběhu válečného tažení v New Yorku a New Jersey opouští Hamilton vedení v poli a přijímá pozici pobočníka George Washingtona (Right Hand Man).
Hamilton se žení s Elizou Schuyler (Helpless), zatímco její sestra Angelica kvůli jejich štěstí své city k Hamiltonovi potlačuje (Satisfied). Burr reaguje na Hamiltonovy rychlé pokroky, zatímco uvažuje nad svou vlastní kariérou i svým opatrnějším postupem (Wait For It).
Generál Charles Lee je po svém útoku na osobu George Washingtona vyzván na souboj Johnem Laurensem, po jehož boku stojí Hamilton (Leeovi sekunduje Burr) (“Stay Alive“). Laurens generála zraní a Lee ustupuje (“Ten Duel Commandments“). Hamilton je kvůli duelu Washingtonem dočasně zbaven svých pravomocí. Eliza oznamuje, že čeká dítě, a žádá Hamiltona, aby zpomalil a pečoval o jejich životy (“That Would Be Enough“). Lafayette přesvědčí Francii, aby se přidala na stranu kolonistů (“Guns and Ships“) a naléhá na Washingtona, aby povolal Hamiltona na pomoc při plánování závěrečného obléhání Yorktownu; Washington souhlasí. Hamiltonovi je přesvědčený, že by měl zemřít mučednickou smrtí jako hrdina, avšak Washington ho varuje, aby byl ve svých činech opatrný, protože všechno co udělá bude v budoucnu posuzováno (“History Has its Eyes on You“). Hamilton souhlasí a vzdává se snahy zemřít v boji, protože už má pro co žít (jeho žena Eliza a ještě nenarozený syn). Při obléhání Yorktownu se Hamilton setkává s Lafayettem a společně se chystají porazit Brity. Odhaluje, že Mulligan byl v britské armádě naverbovaný jako špeh, aby pomohl vymyslet plán, jak polapit Brity do pasti a válku vyhrát (“Yorktown (The World Turned Upside Down)“).
Brzy po vítězství u Yourktownu se Hamilton raduje z narození syna Phillipa, zatímco Burr má dceru Theodosii (“Dear Theodosia“). Hamiltonův přítel Laurens byl zabit ve zdánlivě nesmyslné bitvě, Hamilton se vrhá plně do práce (“Tomorrow There'll Be More of Us“). Podílí se na tvorbě Federálních listů a je vybrán nově zvoleným prezidentem Washingtonem jako ministr financí. Angelica se se svým novým manželem stěhuje do Londýna. (“Non-Stop“).

### 2. dějství
Na začátku druhého jednání se Thomas Jefferson (po svém působení jak francouzský velvyslanec) vrací do Ameriky (“What'd I Miss“). Při setkání Kabinetu v roce 1789 diskutují Jefferson s Hamiltonem výhody Hamiltonových finančních plánů - Washington si bere Hamiltona stranou a žádá o kompromis, kterým zvítězí nad Kongresem (“Cabinet Battle 1“).
Eliza se společně s Angelicou a svou rodinou chystá strávit léto na venkově, zatímco Hamilton zůstává doma a pracuje na kompromisu, který slíbil Washingtonovi (Take a Break). Milostný poměr s Mariou Reynolds, do něhož se zaplete, jej činí zranitelným vůči vydírání Mariina manžela (Say No To This). Hamilton, Jefferson a James Madison se u soukromé večeře shodují na kompromisu (výměna Hamiltonova finančního plánu za umístění trvalého hlavního města na řeku Potomac). Burr závidí Hamiltonovi jeho začlenění se do vlády a přeje si mít stejnou moc (The Room Where It Happens).
Při dalším setkání Kabinetu dochází k hádce mezi Jeffersonem a Hamiltonem, zdali mají Spojené státy přispět svou pomocí Francii v konfliktu s Británií. Toto rozhodnutí nenáleží Kongresu, a Washington nakonec souhlasí s Hamiltonovými argumenty o zachování neutrality (“Cabinet Battle 2“). V důsledku toho rozhodnutí se Jefferson, Madison a Burr rozhodují spojit síly a najít způsob, jak Hamiltona poškodit a postavit mimo Washingtonovu přízeň (“Washington on your Side“). Washington se rozhodne opustit svou pozici prezidenta a Hamilton mu asistuje při psaní závěrečného dopisu na rozloučenou (“One Last Time“).
Novým prezidentem se stává John Adams, který zbavuje Hamiltona funkce. V odpověď na to vydává Hamilton na nového prezidenta ohnivou kritiku (The Adams Administration). Tváří v tvář obviněním ze spekulace o vládních prostředcích (ze strany Jeffersona, Madisona a Burra) a ze strachu, že by jeho milostný poměr mohl být použit v jeho politické kariéře proti němu, rozhoduje se Hamilton aféru s Marii Reynoldsovou sám zveřejnit (The Reynolds Pamphlet), čímž ničí svůj vztah s Elizou (Burn). Jejich syn Phillip se snaží bránit svého otce před kritikou vyslovenou Georgem Eackerem a ve věku 19 let v duelu umírá (Blow Us All Away/Stay Alive (Reprise)). Ve světle hrozné události se Hamilton a Eliza opět smiřují (It's Quiet Uptown).
Hamiltonova podpora Thomase Jeffersona v prezidentských volbách v roce 1800 vede k vyostření nepřátelství mezi Hamiltonem a Burrem. Burr nakonec skrze dopisní korespondenci vyzývá Hamiltona na souboj (Your Obedient Servant).
Během duelu na sebe oba protivníci vystřelí, avšak zatímco Hamilton záměrně svou ránu odkloní, Burr míří přesně a Hamiltona zasáhne. Ten na následky svých zraněních umírá, s Elizou a Angelicou po svém boku (The Best of Wives and Best of Women). Burr naříká, neboť přestože přežil, bude už navždy zatracován jako padouch, který zabil Alexandera Hamiltona (The World Was Wide Enough).
V závěru muzikálu se všichni vrací, aby předali slovo Elize, která vypráví o svém dalším životě, o odkazu Alexandera Hamiltona, o odkazu každého člověka (Who Lives, Who Dies, Who Tells Your Story).

## Hudební čísla

### 1. dějství
- „Alexander Hamilton“ – Burr, Laurens, Jefferson, Madison, Hamilton, Eliza, Washington a Company
- „Aaron Burr, Sir“ – Hamilton, Burr, Laurens, Lafayette a Mulligan
- „My Shot“ – Hamilton, Laurens, Lafayette, Mulligan, Burr a Company
- „The Story of Tonight“ – Hamilton, Laurens, Mulligan, Lafayette a Company
- „The Schuyler Sisters“ – Angelica, Eliza, Peggy, Burr a Company
- „Farmer Refuted“ – Seabury, Hamilton a Company
- „You'll Be Back“ – Král Jiří III. and Company
- „Right Hand Man“ – Washington, Hamilton, Burr a Company
- „A Winter's Ball“ – Burr, Hamilton a Company
- „Helpless“ – Eliza and Company
- „Satisfied“ – Angelica and Company
- „The Story of Tonight (Reprise)“ – Laurens, Mulligan, Lafayette, Hamilton a Burr
- „Wait for It“ – Burr and Company
- „Stay Alive“ – Hamilton, Washington, Laurens, Lafayette, Mulligan, Lee, Eliza, Angelica a Company
- „Ten Duel Commandments“ – Laurens, Hamilton, Lee, Burr a Company
- „Meet Me Inside“ – Hamilton, Burr, Laurens, Washington a Company
- „That Would Be Enough“ – Eliza and Hamilton
- „Guns and Ships“ – Burr, Lafayette, Washington a Company
- „History Has Its Eyes on You“ – Washington, Hamilton a Company
- „Yorktown (The World Turned Upside Down)“ – Hamilton, Lafayette, Laurens, Mulligan, Washington a Company.[pozn. 1]
- „What Comes Next?“ – Král Jiří III.
- „Dear Theodosia“ – Burr and Hamilton
- „Tomorrow There'll Be More of Us“ – Laurens, Eliza a Hamilton
- „Non-Stop“ – Burr, Hamilton, Angelica, Eliza, Washington a Company

### 2. dějství
- „What'd I Miss“ – Jefferson, Burr, Madison a Company
- „Cabinet Battle #1“ – Washington, Jefferson, Hamilton a Madison
- „Take a Break“ – Eliza, Philip, Hamilton a Angelica
- „Say No to This“ – Maria Reynolds, Burr, Hamilton, James Reynolds a Company
- „Schuyler Defeated“ – Philip, Eliza, Hamilton a Burr
- „Cabinet Battle #2“ – Washington, Jefferson, Hamilton a Madison
- „Washington on Your Side“ – Burr, Jefferson, Madison a Company
- „One Last Time“ – Washington, Hamilton a Company[pozn. 1]
- „I Know Him“ – Král Jiří III.
- „The Adams Administration“ – Burr, Jefferson, Hamilton, Madison a Company[pozn. 1]
- „We Know“ – Hamilton, Jefferson, Burr a Madison
- „Hurricane“ – Hamilton and Company
- „The Reynolds Pamphlet“ – Jefferson, Madison, Burr, Hamilton, Angelica, James Reynolds a Company[pozn. 1]
- „Burn“ – Eliza
- „Blow Us All Away“ – Philip, Martha, Dolly, Eacker, Hamilton a Company
- „Stay Alive (Reprise)“ – Hamilton, Phillip, Eliza a Company
- „Stay Alive (Reprise)“ – Hamilton, Phillip, Eliza a Company
- „The Election of 1800“ – Jefferson, Madison, Burr, Hamilton a Company
- „Your Obedient Servant“ – Burr, Hamilton a Company
- „Best of Wives and Best of Women“ – Eliza and Hamilton
- „The World Was Wide Enough“ – Burr, Hamilton a Company
- „Who Lives, Who Dies, Who Tells Your Story“ – Washington, Burr, Jefferson, Madison, Angelica, Eliza, Mulligan, Lafayette, Laurens a Company[pozn. 1]

## Pozadí
Během dovolené, na kterou odjel během účinkování ve svém brodwayském hitu In the Heights, se Lin-Manuelu Mirandovi dostala do rukou biografie Alexandera Hamiltona od Rona Chernowa, Alexander Hamilton. Už po přečtení několika prvních kapitol si začal Miranda představovat Hamiltonův život jako muzikál a pátral po tom, zdali nebyl Hamiltonův příběh do muzikálového představení už někdy převeden. Jediné, co objevil, byla hra uvedená na Brodway v roce 1917, s Georgem Arlissem v roli Alexandera Hamiltona (Arliss si zopakoval stejnou roli v roce 1913 ve filmové adaptaci, Alexander Hamilton), avšak dosud není žádný záznam toho, že by ji Miranda viděl.
Miranda tedy začal s projektem nazvaným The Hamilton Mixtape. 12. května 2009 byl pozván, aby vystoupil v Bílém domě na Večeru poezie, hudby a mluveného slova (Evening of Poetry, Music and the Spoken Word) s písněmi ze svého muzikálu In the Heights. Místo toho se ale rozhodl předvést první píseň z The Hamilton Mixtape, jednu z prvních verzí skladby, která se později stala úvodní skladbou muzikálu Alexander Hamilton. Následující rok pracoval na další písni, My Shot.
27. července 2013 vystoupil Miranda s workshopovým provedením, stále pojmenovaným The Hamilton Mixtape, na Vassar Reading Festival. Tato inscenace byla režírována Thomasem Kailem, o hudební režii se postaral Alex Lacamoire. Workshop sestával z celého prvního jednání, třech písní z jednání druhého a byl doprovázen Lacamoirem na klavír.
V později uvedené Off-Brodway inscenaci hráli pouze tři členové původního workshopového obsazení - Daveed Diggs, Christopher Jackson a sám Miranda. Většina herců z Off-Brodway produkce pak pokračovala na samotnou Brodway, pouze s výjimkou Briana d'Arcy, který byl v roli Krále Jiřího III. nahrazen Jonathanem Groffem.

## Koncept
Článek v The New Yorker označil Hamiltona jako „úspěšné historické i kulturní přehodnocení“. Po téměř celé představení se zpívá a rappuje, dialogy jsou jen krátké a izolované mimo hudební čísla.

### Pestrost hereckého obsazení
Miranda se vyjádřil, že obsazení herců hispánských a afroamerických do rolí Hamiltona, Thomase Jeffersona, George Washingtona a dalších historických postav bílé pleti by u publika nemělo vyvolávat nedůvěru. „Naši herci vypadají tak, jak vypadá dnešní Amerika, a takový byl záměr,“ řekl. „Je to způsob, jak vás vtáhnout do děje a jak vám umožnit odložit všechny „kufry“ plné kulturou daných představ, které o Otcích zakladatelích máte.“ Poznamenal také: „Vyprávíme příběh o starých, už zemřelých bílých mužích, ale pracujeme s herci jiné barvy pleti, což dělá show současnější a přístupnější dnešnímu publiku.“
Tím, že se muzikál točí okolo života jednoho z Otců zakladatelů Spojených států amerických, Alexandera Hamiltona, a jeho odkazu v americké politice jako imigranta, stojí pro-imigrantská idea značně v popředí. Na Hamiltonův přistěhovalecký status je odkazováno v průběhu celého muzikálu, stejně jako na jeho čest, odvahu a obrovskou píli (“by working a lot harder, by being a lot smarter, by being a self-starter“ („tím, že pracoval o mnoho víc, tím že byl mnohem chytřejší, tím, že byl samostatný“ pozn. přek.), jak je popisováno v úvodu muzikálu) - tak, aby byl podpořen pozitivní náhled na přistěhovalce. Vedle toho, obsazení Afroameričanů, Latinských a Asijských Američanů přímo vede diváky, aby vnímali Ameriku jako národ přistěhovalců, s úmyslem ukázat jen malý význam barvy pleti Otců zakladatelů vzhledem k jejich odkazu a nárokům na zemi. „Hamilton je příběh o Americe a to nejhezčí...je vyprávěn rozmanitými herci, skrze rozmanitou hudbu, ” řekla Renee Elise Goldsberry, hrající Angelicu Schuyler. ,,Máme možnost převyprávět historii, kterou někteří z nás nepovažovali za svou. Miranda konstatoval, že je ,,naprosto otevřený i tomu, aby se v rolích Otců zakladatelů objevily ženy.

### Historická přesnost

#### Chronologie a události
Ačkoli je Hamilton založen na historických událostech i postavách, Miranda použil k převyprávění i některé dramatizující prvky.
Jedním z příkladů je vztah mezi Hamiltonem a Angelicou, přestože silný, v muzikálu nadsazený. V průběhu písně Satisfied vysvětluje Angelica, že Hamilton pro ni navzdory jejím citům není vhodný. ,,Jsem žena ve světě, ve kterém je mým jediným úkolem bohatě se vdát. Můj otec nemá žádné syny, já jsem ta, která musí zajisti lepší postavení (,,I'm a girl in a world in which my only job is to marry rich. My father has no sons so I'm the one who has to social climb for one.“) Ve skutečnosti však byl na Angelicu v tomto ohledu kladen menší tlak. Phillip Schuyler (otec Angelicy) měl totiž 15 dětí včetně dvou synů, kteří přežili až do dospělosti, a v době, kdy se Angelica na svatbě své sestry s Hamiltonem potkala, byla už tři roky provdaná za Johna Barker Churche a byla též matkou dvou z jejich osmi dětí. Miranda uvedl, že se rozhodl pro tuto podobu jejich vztahu, protože postava Angelicy jako svobodné ženy, která se přesto za Hamiltona provdat nemůže, vyznívá dramaticky silněji.
Další zveličenou skutečností je v prvním jednání pozice Alexandera Burra v Hamiltonově životě a většina prvních interakcí obou mužů je smyšlená. Například, Burr nesekundoval Charlesi Leeovi v jeho souboji s Johne Laurensem, jak můžeme vidět v písni “Ten Duel Commandments“, neboť byl v té době přítomen v bitvě u Monmouthu. Hamilton také nikdy nepřesvědčoval Burra, aby mohl při psaní Federálních listů, jako je to zobrazeno v “Non-Stop“.